# Szabó Gyula (író)
Szabó Gyula (Homoródalmás, 1930. szeptember 11. – Kolozsvár, 2004. december 21.) romániai magyar író.
Szellemünk alaptermészete a nyugtalanság, s ebből az áll elő, hogy hol az élők háborgatják a holtakat, hol a holtak az élőket, és valóság lesz a »szellemjárás« még akkor is, ha csak lábszárcsontokat tesz-vesz az eleven kutató szellem. Sokáig az örök életet is ilyennek hittük-képzeltük: a test a lábbal együtt elporlik, de a szellem örökké jár s vándorol.

## Élete[2]
Homoródalmásοn született, szülei földművesek voltak, apja a kőfaragás mesterségében is jártas volt.
Szülőfaluja, Homoródalmás gyakran megjelent írásaiban, hazai élményei, s a Székelyföld társadalmának rohamos változásai határozták meg érdeklődését és művészi hitvallását. Itt ismerkedett meg a rugonfalvi származású Varga Irma tanítónővel, aki 49 éven át hűséges élettársa volt.
Tanulmányait szülőfalujában kezdte meg. 1942-ben oktatója javaslatára a székelykeresztúri Orbán Balázs Gimnáziumba iratták be, 1950-ben érettségizett. Felsőfokú tanulmányait Kolozsváron  végezte, 1954-ben a Bolyai Tudományegyetemen magyar szakos tanári diplomát kapott.
1954 és 1957 között az Állami Irodalmi és Művészeti Kiadó szerkesztője volt. 1957-ben az Utunk, majd 1989 után utódja, a Helikon munkatársa lett, ahol egészen 1992-es nyugdíjba vonulásáig munkálkodott. A Magyar Írószövetség tagjai közé választották. 1962-ben a Román Népköztársaság Állami Díja elismerésben részesült.
2000 májusában Székelykeresztúr város díszpolgárává avatta, a laudációt egykori iskolatársa, Nagy Domokosné Szabó Emma tanárnő olvasta fel:

„Szabó Gyula már hosszú idők óta Keresztúr egyik büszkesége... Ő az örök hazajáró... A férjem osztálytársa is volt és ugyanolyan tehetségmentett, mint Szabó Gyula. Ehhez tudni kell, hogy a Magyar Tehetségmentés Alapítvány jóvoltából 1942-ben 30 kitűnő tanuló kapott teljes ellátást és tanulási lehetőséget... olyan volt mint a többi diák, fiatal, vidám... nagyon szűkszavú volt, pedig az ötvenes években igazán lehetett volna hangoskodó... Mégis valami megkülönböztette: olyan határozott, súlyos léptei voltak, mintha lépéseibe sűrűsödött volna az egész énje... Tudtuk róla, hogy nagyon jó tanuló, még abban a híres elit osztályban is a legjobb...”

2004. december 21-én hunyt el Kolozsváron, a homoródalmási unitárius templomban a székelykeresztúriak nevében egykori osztálytársa, dr. Sebestyén Gyula szakorvos búcsúztatta, szülőfaluja temetőjében helyezték örök nyugalomra.

## Művei
1952-től jelentek meg novellái, ezután folyamatosan közölt, azonban az első sikert A Gondos atyafiság című faluregény-trilógiájával aratta. Igen termékeny író volt, elbeszéléseit, riportjait, esszéit kötetekben jelentette meg, több kisebb regénye is napvilágot látott, a legterjedelmesebb és legjelentősebb történelmi regénye a négykötetes A sátán labdái, amely az Erdélyi Fejedelemség vészterhes múltjába vezeti az olvasót, mintegy választ keresve a jelen sorsfordító kérdéseire.
Fontosabb köteteinek felsorolása:
- Gondos atyafiság, 1–3. kötet, Bukarest, 1955–1961; 2. átdolgozott kiadás: Bukarest, 1964; 3. kiadás: 2004
- Annyi baj legyen, Bukarest, 1956
- A szülőföld szimfóniája. Terepjárás, Bukarest, 1961
- Fűhúzó április, Bukarest, 1961
- Szerelmünk havában, Bukarest, 1967
- Húgom, Zsuzsika, Bukarest, 1968
- Laczkó Rózsa balladája, Bukarest, 1969
- Gólya szállt a csűrre, Bukarest, 1974
- Tinta és tulipán, Bukarest, 1977
- A sátán labdái. Történelmi tudósítás, I–V. kötet, Bukarest, 1978–2002
- Képek a kutyaszorítóból. Műhelytitkok szabadon, 1-4.;  Pallas-Akadémia, Csíkszereda, 2001– 2002
- Kényszerpályák. Emlékek egy letűnt írói idő elejéről és végéről; Albert, Sepsiszentgyörgy, 2004
- Gondos atyafiság. Regény, 1-2.; Pallas-Akadémia, Csíkszereda, 2004
- Válogatott novellák; szerk. Fekete Vince; Hargita Kiadóhivatal, Csíkszereda, 2013
- Gólya szállt a csűrre; Székelyföld Alapítvány, Csíkszereda, 2021 (Székely könyvtár)

## Díjai
- Arany János-díj (1998)